# Мирјана Јонић Игић
Мирјана Игић (Пирот, 13. октобар 1948 — Пирот, 2. октобар 2021) била је српска књижевница, родом из Пирота.

## Биографија
Мирјана Игић је завршила основну и средњу школу у Пироту а студирала је на Факултету политичких наука у Београду.
Почела је да се бави писањем и књижевношћу већ у средњој школи. Игић је једна од покретача и уредника листа Искра. Своје радове и чланке је у студентским данима објављивала у листовима Студент, Борба, Политика, Градина, Слобода.
Бавила се и песништвом те је своје поезију писала за збирке Трећа смена, Немар неимара, Има дана, Корак у облак, Самоникли, Старе пиротске градске песме.
Мирјана је и ауторка позоришног комада за децу Празнична чаврљања и Тестамент.
Написала је збирку песама Абр да се не заборави 1999. године и то је понело титулу културног догађаја Пирота. Учествовала је у приређивању књиге Ратни дневник Петра И. Панчића. 2019. године је издала књигу До пакла и назад  - сведоци историје о људима из Пирота који су преживели Солунски фронт.
Добитница је више награда за књижевни рад.